# Frida Åkerström
Frida Åkerström, född 29 november 1990 i Nynäshamn, är en svensk friidrottare (kulstötning). Hon vann SM-guld i kula 2013. Hon tävlar för Huddinge AIS.
Frida Åkerström deltog vid U23-EM i Ostrava, Tjeckien 2011 men blev utslagen i kvalet.
Vid EM i Zürich 2014 deltog hon i kulstötning men kom sist i kvalet med 14,98.
Hon tog guld vid SM i friidrott 2020 i Uppsala, och med en stöt på 17.10 var hon en centimeter från hennes personbästa.

## Personliga rekord
| Utomhus - Kula – 17,11 (Tammerfors Finland 1 september 2018) - Diskus – 48,96 (Philadelphia, Pennsylvania USA 23 april 2015) - Slägga – 54,90 (Storrs, Connecticut USA 14 maj 2015) | Inomhus - Kula – 16,63 (Norrköping 17 februari 2019) - Kula – 16,61 (Växjö 19 januari 2019) - Viktkastning – 18,27 (Akron, Ohio USA 9 januari 2015) |

### Fotnoter
1. ↑  ”Stora SM 2013, dag 1”. trackandfield.se. Arkiverad från originalet den 3 september 2013. https://web.archive.org/web/20130903064016/http://www.trackandfield.se/resultat/2013/130829.htm. Läst 2 september 2013.
2. ↑  ”Stora SM 2014, dag 3” (htm). trackandfield.se. http://www.trackandfield.se/resultat/2014/140803.htm. Läst 21 oktober 2014.
3. ↑  ”Stora SM 2016”. Arkiverad från originalet den 23 augusti 2017. https://web.archive.org/web/20170823210252/http://212.247.216.72/friidrott/sm16/Resultat.php. Läst 1 november 2016.
4. ↑  ”Stora SM 2018”. http://www.trackandfield.se/resultat/2018/180824.htm. Läst 5 september 2018.
5. 1 2  ”Resultat: Friidrotts-SM, Uppsala 14‐16.8.20”. friidrottsstatistik.se. https://www.friidrottsstatistik.se/resultsswe.php?CID=12968582&Season=2020. Läst 1 september 2020.
6. ↑  ”Friidrotts-SM, Borås 27-29.8.21”. friidrottsstatistik.se. https://www.friidrottsstatistik.se/resultsswe.php?CID=12994166&Season=2021. Läst 29 augusti 2021.
7. ↑  ”ISM i friidrott - Växjö 25-26 februari 2017”. telekonsultarena.se. Arkiverad från originalet den 3 september 2017. https://web.archive.org/web/20170903123052/http://telekonsultarena.se/resultat/ISM17/Resultat.php. Läst 7 mars 2017.
8. ↑  ”Inomhus-SM 2019”. liveresults.se. https://liveresults.se/competition/inomhus-sm-2019?tab=results. Läst 17 februari 2019.
9. ↑  ”ISM 2020 Växjö 22-23 februari”. telekonsultarena.se. https://telekonsultarena.se/resultat/ISM20/Resultat.php. Läst 29 februari 2020.
10. ↑  ”Resultat: Inomhus-SM, Malmö/A 19‐21.2.21 Inne”. friidrottsstatistik.se. https://www.friidrottsstatistik.se/resultsswe.php?CID=12976657&Season=2021. Läst 23 juli 2021.
11. 1 2 3 4 5 6  ”Personsida hos IAAF” (på engelska). iaaf.org. https://www.iaaf.org/athletes/sweden/frida-akerstrom-292646. Läst 24 september 2018.
12. ↑  ”European Athletics U23 Championships - Ostrava 2011” (på engelska). european-athletics.org. http://www.european-athletics.org/competitions/european-athletics-u23-championships/history/year=2011/results/index.html. Läst 19 oktober 2017.
13. ↑  ”European Athletics Championships - Zürich 2014” (på engelska). european-athletics.org. http://www.european-athletics.org/competitions/european-athletics-championships/history/year=2014/results/index.html. Läst 29 mars 2017.
14. ↑  ”EM 4: Diskusfinal med Sofia”. friidrott.se. 15 augusti 2014. Arkiverad från originalet den 29 mars 2017. https://web.archive.org/web/20170329233419/http://www.friidrott.se/nyheter.aspx?id=17061. Läst 29 mars 2017.
15. 1 2 3 4 5  ”Personsida på European Athletics' webbplats” (på engelska). european-athletics.org. http://www.european-athletics.org/athletes/group=a/athlete=160857-akerstrom-frida/index.html. Läst 24 september 2018.